# Rands zanger
Rands zanger (Randia pseudozosterops) is een zangvogel uit de familie Bernieridae (madagaskarzangers). Deze vogel is genoemd naar de Canadese ornitholoog Austin L. Rand.

## Verspreiding en leefgebied
Deze soort is endemisch in de regenwouden van oostelijk Madagaskar.

## Status
De grootte van de populatie is niet gekwantificeerd maar de soort wordt omschreven als vrij algemeen. Op de Rode lijst van de IUCN heeft deze soort de status niet bedreigd.